# Андреев, Кирилл Александрович
Кири́лл Алекса́ндрович Андре́ев (род. 6 апреля 1971, Москва) — российский певец, солист группы «Иванушки International». Вместе с Андреем Григорьевым-Апполоновым является бессменным участником коллектива. Ведущий Music box news.

## Биография
Родился 6 апреля 1971 года в Москве.
В детстве жил на Рязанском проспекте. Позже называл Кузьминки «хорошим районом, хотя и неспокойным» и утверждал, что в районе его уважают до сих пор. В 1975 году ездил с отцом, работавшим строителем, в Алжир, откуда он привез коллекцию пластинок западной эстрадной музыки.
Любил петь, был заводилой в дворовых играх: строили шалаш, играли в футбол, в казаки-разбойники.
Отец ушёл из семьи, когда Кириллу было десять лет.
В 12 лет прошёл отбор в школу плавания — из 1000 мальчишек взяли 10, стал кандидатом в мастера спорта по плаванию.
Окончил московскую школу № 468, его одноклассник — Александр Владимирович Утолин — исполнительный директор Фонда содействия национальному согласию «Россия для всех», политический эксперт, IT-инженер.  Окончил Московский Радиомеханический техникум. В 1989—1991 служил в артиллерийских войсках во Владимирской области, в городе Коврове.
Насмотревшись фильмов со Шварценеггером, занялся бодибилдингом, начал сниматься в рекламе, первая фотосессия была в бассейне, позднее его стали приглашать разные журналы.
Учился в школе фотомоделей Славы Зайцева, работал моделью, а также занимался кикбоксингом. Потом учился в США в американской Школе рекламы и фотомоделей, достигнув профессионального уровня в модельном бизнесе и снявшись во множестве рекламных роликов и видеоклипов. У него были роли в клипах «Мальчик мой» Светланы Владимирской, «Не позабудь былые увлеченья» Валерии и «I’m Lost Without You» Лаймы Вайкуле. Несколько лет проработал моделью в Театре мод Славы Зайцева. В период работы у Зайцева перенёс пластическую операцию на носу.
Тогда же познакомился с Натальей Ветлицкой, которая пришла в школу на фотосессию для первого сольного альбома. Через два года они случайно встретились, и Ветлицкая познакомила Андреева с Игорем Матвиенко, который тогда набирал группу «Иванушки International». На прослушивании Андреев исполнял песню на стихи Игоря Сорина «Понимаешь», которая стала популярной много лет спустя.

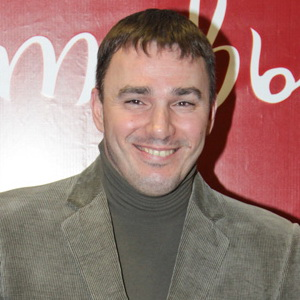
На открытии lounge-cafe «Гранатовый сад» 15 марта 2013 года.

Участвовал во втором сезоне телешоу «Первого канала» «Цирк со звёздами», где в одном из своих номеров исполнил роль клоуна, в другом — Элвиса Пресли, песни которого любит. Рассказывал, что его мама работала в Цирке на Цветном бульваре, «помогала цирку с афишами», благодаря чему в детстве он, впервые в жизни побывав в цирке, познакомился с Михаилом Румянцевым (клоуном Карандашом). Был вынужден покинуть шоу в марте 2008 года, после того как получил травму на одной из репетиций номера иллюзии: Андреев опирался на большой куб с откидывающимися стенками, который использовался в номере, но одна из стенок была плохо закреплена, и певец упал и сломал лучевую кость руки. Тем не менее Андреев не собирался прерывать выступления в группе «Иванушки International» даже на то время, пока носил гипс, и через некоторое время после перелома выступил в группе на творческом вечере поэта-песенника Александра Шаганова.
С 2003 года параллельно выступал с сольной программой из 10 песен. Развивать сольную карьеру ему помогал Илья Зудин, A'Studio и другие люди.
Не курит, не пьёт, занимается спортом. Играл с Олегом Яковлевым в бильярд. Бросил кикбоксинг, когда ему сказали, что от частых ударов по глазам может испортиться зрение.
Назвал сына Кириллом по желанию жены.
В телешоу новогодней «Маски» был в костюме персонажа Мандарина.

## Семья
Отец — Александр Васильевич Андреев (30 августа 1943 — январь 2003) — его усыновили Андреевы, настоящие родители — испанцы, в детдоме было несколько детей, которые попали в Ростовский детский дом из Испании, так как после гражданской войны 1939 года в Испании была разруха и детей привозили в Советский Союз. Работал строителем, ушёл из семьи, когда Кириллу было 10 лет. Позднее женился на Татьяне, у них родилась дочь Наталья. Умер в январе 2003 года. Заслуженный строитель России, возводил Олимпийский комплекс.
Мать — Нина Михайловна Андреева (дев. Ханина) (4 мая 1939 — 31 января 2006) — инженер-полиграфист, работала главным технологом Первой образцовой типографии, умерла в 2006 году от рака.
Единокровная сестра от второго брака отца — Наталья.
Бабушка пела в хоре Пятницкого.
Дед — Михаил Андреевич Ханин (1902—1982) — служил в разведке на Каспийском море, был контужен и после госпиталя продолжил воевать. Он пошёл на войну в возрасте 39 лет и закончил её в Польше.
Двоюродный дедушка танцевал в ансамбле Игоря Моисеева.

### Личная жизнь
Жена (с 2000 года) — Лолита Николаевна Андреева (Аликулова; род. 27.02.1977), работала инструктором по аэробике, познакомились 31 декабря 1998 года.
Сын — Кирилл (род. 27.10.2000) занимается баскетболом и рукопашным боем, в первый класс пошёл в школу при Андреевском монастыре, женился на Аделине.
- - 15 июня 2021 года у Андреева родилась внучка — Аннелия[32].
  - 18 января 2025 года родилась вторая внучка

Болеет за казанский «Ак Барс». 

## Фильмография
| Год       |    | Название                             | Роль                                                               |
| --------- | -- | ------------------------------------ | ------------------------------------------------------------------ |
| 1988      | ф  | История одной бильярдной команды     | эпизод (нет в титрах)                                              |
| 1998      | тф | Старые песни о главном 3             | Иванушка Заморский-Интернэшнл                                      |
| 2001      | тф | Старые песни о главном. Постскриптум | стиляга в костюме Санта-Клауса                                     |
| 2006      | ф  | Первый Скорый                        | эпизод {{ВФильме\|2007\|День выборов\|«Иван и Ушки»\|              |
| 2007      | тф | Первый дома                          | Дуб                                                                |
| 2013—2016 | с  | Два отца и два сына                  | камео (исполнитель роли напарника Гурова в сериале «Майор Лавров») |
| 2014      | тф | Смешанные чувства                    | камео                                                              |
| 2024      | ф  | Тур с Иванушками                     | камео                                                              |

## Участие в ТВ-шоу
Кирилл Андреев неоднократно становился участником ТВ-шоу, в том числе:
- Music box new[34]
- 2010 — Звезда+Звезда (укр. Зірка+Зірка), украинская передача на 1+1, аналог Две звезды, пел дуэтом с Еленой Воробей[35]
- Кирилл Андреев на «Приеме у Лены Лениной»[36]
- Мой герой[37]
- Ой, мамочки[33]
- Мужское/женское[38]
- На самом деле[39]
- Пусть говорят[40]
- Сегодня вечером[41]
- «Матч ТВ Гонке звезд»[42]
- «Ну-ка, все вместе! Хором!»[43]
- Секрет на миллион[44]
- «VK под шубой 2»[45]

## Сольная дискография
- 2009 — Я продолжаю жить...

## Политические взгляды
На вопрос журнала «Esquire» о причинах вступления в 2010 году в партию «Единая Россия» ответил:

У нас замечательный президент, прекрасный премьер-министр, и мне очень нравится политика, которую они проводят. Мне нравится быть в сильной партии.